# قيادة المرأة في السعودية

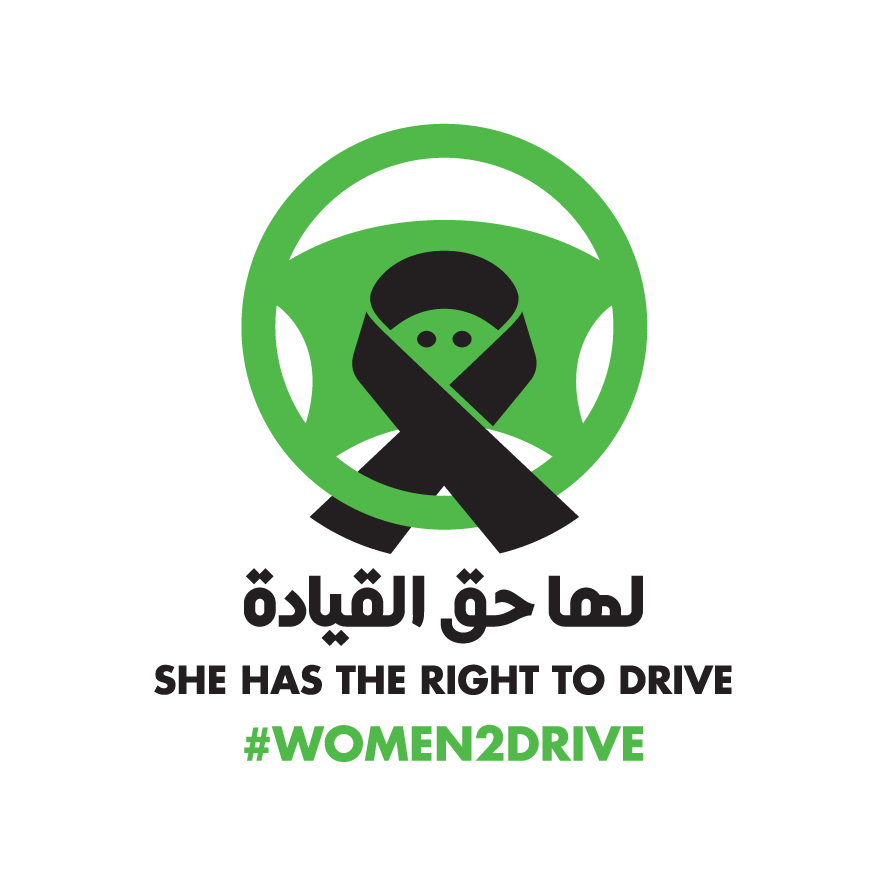
شعار حملة لها حق القيادة.

قيادة المرأة في السعودية، قضية انفردت فيها السعودية بكونها البلد الوحيد في العالم الذي كانت تمنع النساء من قيادة السيارات وتعتبر القضية قضية رأي عام في المجتمع السعودي. وكان عدم السماح للإناث بالقيادة قائم بحكم الأمر الواقع في عدم وجود مدارس تعليم القيادة لهن وبالتالي عدم إصدار رخص قيادة لهن، بالرغم من عدم وجود قانون صريح يمنع المرأة من القيادة. شهدت قضية منع النساء من القيادة جدلاً كبيراً في المجتمع السعودي، وشغلت القضية الرأي العام لفترات متفاوته. . عادت القضية مرة أخرى إلى الرأي العام في عام 2011 من خلال قيادة عدد من النساء لسيارتهن ونشر مقاطع مصورة لهن أثناء القيادة. وكان منع النساء السعوديات من القيادة أحد نقاط الانتقاد الرئيسية التي تعرضت لها الحكومة السعودية في مجال حقوق الإنسان والمساواة بين الأجناس من المنظمات الحقوقية. في 26 سبتمبر 2017 أمر ملك السعودية سلمان بن عبد العزيز آل سعود حفظه الله ورعاه بمنح النساء حق القيادة، وشمل القرار على توجيه إدارة المرور بالبدء في إصدار رخص القيادة للنساء في 10 شوال 1439 هـ الموافق 24 يونيو 2018، أي بعد حوالي عشر أشهر من إصدار القرار.، وفي 21 رمضان 1439هـ الموافق 4 يونيو 2018، صدرت أول رخصة قيادة لامرأة سعودية.

## لمحة تاريخية

### حملة 1990
من أبرز الحملات المناهضة للمنع الحملة التي شهدتها السعودية في نوفمبر 1990 أثناء حرب الخليج الثانية، فأصدرت وزارة الداخلية السعودية بيانًا تحذيريًا ينص على المنع. لكن في 6 نوفمبر 1990، شاركت 17 سيارة فيها 47 امرأة في الحملة. انتهى المطاف باعتقال النساء ومنعهن من السفر وفصلهن من وظائفهن واعتقال أزواجهن أو أبائهن بتهمة «عجزهم عن السيطرة على نسائهم».

### حملة 2011

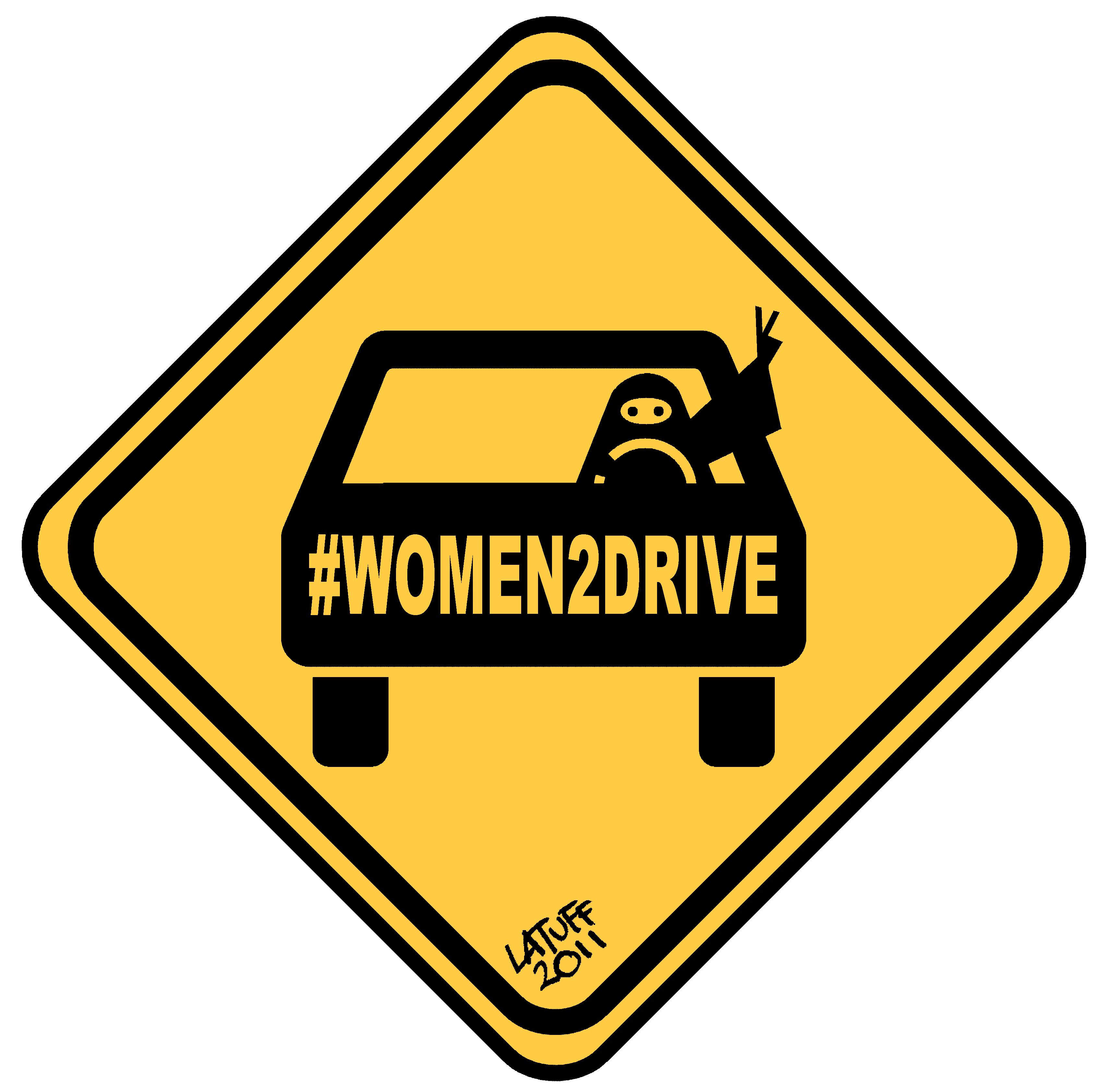
رسم كاريكاتوري سياسي لكارلوس لطوف دعما للحملة.

تعالت الأصوات المطالبة بالسماح بقيادة المرأة إبان ثورات الربيع العربي وُحدد يوم 17 يونيو 2011 يوما تقود فيه النساء سياراتهن لقضاء حوائجهن وسميت الحملة «سأقود سيارتي بنفسي». شاركت في إطلاق الحملة الناشطة منال الشريف التي صورتها الناشطة وجيهة الحويدر وهي تقود سيارتها في مدينة الخبر ونشر المقطع على يوتيوب يوم 20 مايو وشوهد أكثر من 600,000 مرة. أوقف المرور منال يوم 21 مايو وهي تقود مع أخيها وزوجته وأطفاله وأستدعيت هيئة الأمر بالمعروف والنهي عن المنكر إلى الموقع وتم الإفراج عنها بعد ساعات، لكن أعيد اعتقالها في فجر اليوم التالي واتهمت ب«إخلال النظام»، ودعت منظمات حقوقية دولية كمنظمة العفو الدولية وهيومن رايتس ووتش إلى إطلاق سراحها. استمر احتجازها 10 أيام وأطلقت بكفالة وتعهد خطي بعدم التكرار.
في 26 مايو، كررت وزارة الداخلية تحذيرها للنساء من القيادة وصرح نائب وزير الداخلية الأمير أحمد بن عبد العزيز آل سعود بأن المنع بالنسبة للوزارة لا يزال ساريا. وفي يوم 10 يونيو، ألقى المرور القبض على أربع نساء كن يتعلمن القيادة في شارع فرعي في الرياض وأطلق سراحن بعد تعهد بعدم التكرار.
في 17 يونيو، ذكرت وسائل الإعلام أن عشرات النساء قدن. وانتشرت سيارات المرور في شوارع المدن الرئيسية وتأكد إيقاف امرأة واحدة على الأقل في الرياض وغُرّمت لعدم حيازتها رخصة رغم حملها رخصة دولية وأخرى أمريكية.
في 28 يونيو ألقت هيئة الأمر بالمعروف والنهي عن المنكر القبض على 5 نساء وهن يقدن في جدة وفي 24 أغسطس أوقف المرور امرأة وهي تقود لكن أطلق سراحها بعد ساعات دون تعهد.

### حملة 2013
ظهرت دعوات جديدة بقوه في المجتمع السعودي من ناشطات سعوديات لحملة القيادة في السعودية للنساء من جديد، هذه المرة تم تحديد موعد للحملة تنطلق فعالياتها في 26 أكتوبر 2013، وقد ظهرت تلك الحملة ودعى إليها العديد من الناشطات السعوديات، وبعد فشل الحملة بعد تنبيهات وقرارات نفذت من وزارة الداخلية السعودية قبل 26 أكتوبر قرر بعض نشطاء تويتر اطلاق حملة سخرية أن تقود المرأة في يوم غير موجود حتى لا يشكك بها حيث أطلق على الحملة اسم قيادة 31 نوفمبر.

### مطالبة 2014
في 30 نوفمبر قامت الناشطة لجين الهذلول باستغلال إتفاقية دول مجلس التعاون الخليجي بسريان رخص القيادة في جميع دول المجلس حيث قامت بإستخراج رخصة قيادة من دولة الإمارات العربية المتحدة وهي سارية المفعول في المملكة العربية السعودية حسب الإتفاقية. وبعد قيادتها لسيارتها الخاصة من الإمارات إلى السعودية تم إيقافها عبر الجمارك السعودية عند المنفذ الحدودي وبقيت 24 ساعة محتجزة في المنفذ الحدودي حيث رفضوا السماح بدخولها وهي تقود سيارتها. حضرت بعد ذلك المذيعة السعودية ميساء العمودي إلى مكان إيقاف لجين في المنفذ الحدودي وحضرت قوات الأمن إلى الموقع وتم اعتقال الفتاتين في ظل تكتم إعلامي محلي ودون وجود تفاصيل حول التهم الموجهة إليهما أو عن مكان اعتقالهما.

### رفض المطالبات
بتاريخ 2 ديسمبر 2014 أطلق مغردون ومغردات على موقع تويتر حملة معارضة لقيادة المرأة للسيارات كرد على حملة المطالبة بالقيادة للمرأة. ورأت المغردات أن أمر السماح بالقيادة يجب أن يصدر من ولاة الأمر ومن المجتمع السعودي وليس من خلال الأساليب التي تم استخدامها من قبل المطالبات بقيادة المرأة.
وكان شعار حملتهم نظام وليس إرغام وذلك بعد أن تم ايقاف إحدى النساء وهي تقود بمفردها محاولة لدخول للمملكة عند المنفذ الحدودي بين الإمارات والسعودية.

## رفع الحظر
في 6 محرم 1439 هـ الموافق 26 سبتمبر 2017 أصدر الملك سلمان بيانًا بالسماح للمرأة السعودية بالقيادة وفقا للضوابط الشرعية على أن يكون التنفيذ ابتداءً من يوم 10 شوال 1439 هـ الموافق 24 يونيو 2018 .

## أول رخصة قيادة لامرأة سعودية
في 21 رمضان 1439هـ الموافق 4 يونيو 2018، تسلمت الفتاة السعودية أحلام آل ثنيان، أول رخصة قيادة لامرأة سعودية، وقامت بنشر الصورة عبر حسابها في «تويتر»، ممتنة للحكومة السعودية على الحلم الذي تحول إلى حقيقة.

## آراء رجال الدين
أثناء فترة المنع، أفتى عموم المشايخ في السعودية بتحريم قيادة المرأة للسيارة. وقد أصدرت هيئة كبار العلماء فتاوى عديدة بتحريمها تحت رئاسة الشيخ عبد العزيز بن باز. كما انتقد رئيس هيئة كبار العلماء الشيخ عبد العزيز آل الشيخ الصحف التي تتناول القضية مدافعًا عن الحقوق التي تنالها المرأة في السعودية. كما أفتى عضو هيئة كبار العلماء الشيخ صالح الفوزان بتحريمها معللا رفضه أن "المحاذير كثيرة وأخطر شيء أنها تعطيها الحرية بأن تأخذ السيارة وتذهب إلى من تشاء من رجال ونساء". كما أفتى الشيخ محمد بن عثيمين بتحريمها قائلاً: لا شك أن قيادة المرأة للسيارة فيها من المفاسد الكبيرة ما يربو على مصلحتها بكثير هذا فضلاً عن أنها ربما تكون سلمًا وبابًا لأمور أخرى ذات شرور فتاكة وسموم قاتلة". بينما أفتى مشائخ أخرون بجوازها كسعود الفنيسان وخالد المصلح.
كان تعليق العالم الشيعي السعودي محمد علي بن هاشم العلي على قيادة المرأة للسيارة في 13 يوليو 2008 «لا أوفق على ذلك فإن ذلك يتطلب من المرأة كشف وجهها، وباب المرأة وجهها وهو بوابة الفسق وأنا أرى ذلك غير مناسب من ناحية شخصية، وليس مناسبا من ناحية شرعية أيضاً.» 

وبعد صدور قرار السماح لقيادة المرأة في السعودية قامت هيئة كبار العلماء بالمملكة العربية السعودية بتأييد قرار الملك سلمان بن عبد العزيز.